# Coptomia celata
Coptomia celata är en skalbaggsart som beskrevs av Waterhouse 1880. Coptomia celata ingår i släktet Coptomia och familjen Cetoniidae. Inga underarter finns listade i Catalogue of Life.